# Elatostema heterophyllum
Elatostema heterophyllum är en nässelväxtart som beskrevs av Charles Budd Robinson. Elatostema heterophyllum ingår i släktet Elatostema och familjen nässelväxter. Inga underarter finns listade i Catalogue of Life.